# Evektor-Aerotechnik

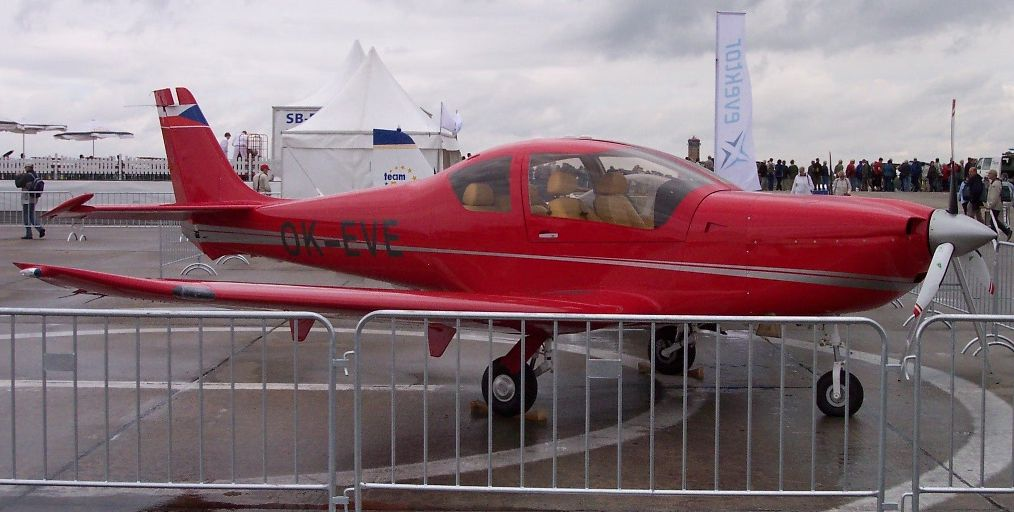
Evektor VUT 100 Cobra

Evektor-Aerotechnik (voluit; Evektor-Aerotechnik a.s.) is een Tsjechische vliegtuigbouwer uit Kunovice. Evektor-Aerotechnik is in 1999 ontstaan na de overname van Aerotechnik door Evektor in 1996.

## Lijst van vliegtuigen
- Evektor EV-55 Outback
- Evektor EV-97 Eurostar
- Evektor VUT 100 Cobra